# Nghi Thân vương
Hòa Thạc Nghi Thân vương (chữ Hán: 和碩儀親王, tiếng Mãn: ᡥᠣᡧᠣᡳ 
ᠶᠣᠩᠰᠣ 
ᠴᡳᠨ ᠸᠠᠩ, Möllendorff: Hošoi yongsu cin wang) là tước vị Thân vương thế tập truyền đời nhà Thanh trong lịch sử Trung Quốc.

## Khái quát
Thủy tổ của Nghi vương phủ là Vĩnh Tuyền - Hoàng bát tử của Càn Long Đế. Năm Càn Long thứ 44 (1779), Vĩnh Tuyền được phong làm Đa La Nghi Quận vương. Năm Gia Khánh thứ 4 (1799), được tấn phong Nghi Thân vương. Sau khi qua đời, ông được truy thụy Thận.
Vì Nghi vương phủ không phải Thiết mạo tử vương nên mỗi đời tập tước sẽ bị giảm xuống một bậc. Tổng cộng truyền thừa qua 7 đời với 7 vị tập tước.

### Ý nghĩa phong hiệu
Phong hiệu ["Nghi"] của Vĩnh Tuyền, Mãn văn là 「Yongsu」, ý là "Lễ nghi". Có thể là vì Vĩnh Tuyền là người biết lễ nghĩa, phong hiệu này có ý tán dương. Tuy nhiên trong ghi chép của Triều Tiên, Vĩnh Tuyền là người thích uống rượu, ăn chơi trác táng. Mặc dù ghi chép của Triều Tiên chưa chắc đáng tin hoàn toàn, nhưng nếu sự thật như vậy, phong hiệu này có vẻ mang theo ý cảnh cáo.

### Chi hệ
Vĩnh Tuyền là người sống thọ, nhưng con cháu lại không nhiều, chỉ sinh được 2 người con trai, trong đó chỉ có con trai trưởng Miên Chí sống đến tuổi trưởng thành.
Miên Chí có tất cả năm con trai, chỉ có con trai thứ tư Dịch Võng và con trai thứ năm Dịch Thải sống đến tuổi trưởng thành, hình thành nên 2 chi hậu duệ của Nghi vương phủ, trong đó, Đại tông do Dịch Võng kế thừa. Còn Dịch Thải từng trở thành con thừa tự của Khánh vương phủ vào năm Đạo Quang thứ 16 (1836), hơn nữa còn tập tước Khánh Quận vương của Đại tông Khánh vương phủ, nhưng đến năm thứ 22 (1842), vì phạm tội mà bị cách tước quy tông. Dịch Thải con cháu đơn bạc, tới cuối thời Thanh gần như tuyệt tự.
Giống với hầu hết các chi hậu duệ của Càn Long Đế, nhân khẩu Nghi vương phủ không đông, nam đinh thuộc tự bối "Phổ" chỉ có năm người, trong đó chỉ có ba người sống đến tuổi trưởng thành.

### Địa vị
Vĩnh Tuyền bởi vì sống thọ, ở thời Gia Khánh là huynh trưởng của Hoàng đế, đến thời Đạo Quang lại là bá phụ của Hoàng đế, vì vậy liền nhận được đãi ngộ không hề tầm thường.
Đạo Quang Đế từng bình luận về Vĩnh Tuyền "Trẫm bá Nghi Thân vương Vĩnh Tuyền, bản tính đoan thuần, trì cung khác thận. Từ nhỏ dựa vào ân quyến của Hoàng tổ Cao Tông Thuần Hoàng đế, đến khi Hoàng khảo Nhân Tông Duệ Hoàng đế của ta tự mình thân chính, tấn phong Thân vương, lại cho tổng lý Lại bộ và sự vụ các Kỳ doanh Nha môn. Sau khi Trẫm lên ngôi, niệm Vương tuổi tác đã cao, phàm gặp phải yến tiệc trong Nội đình, triệu đối, đặc miễn khấu bái. Thọ thần 80 của Vương, tăng thêm ban thưởng, lại miễn hoàn toàn không cần giao nộp 2 vạn 8 ngàn lượng Vương đã mượn trước đó. Lại vì Vương đã ngoài 80, đặc biệt gia ân được ngồi kiệu đi lại trong Tử Cấm Thành, ngoại trừ phần bổng lộc nên có, mỗi năm lại thưởng thêm 5 ngàn lượng. Đến khi Vương đã 86, không thích hợp lao lực khó nhọc, miễn cho ông đến Khôn Ninh cung ăn thịt, đổi lại mỗi lần ban thưởng một phần thịt. Lại hạ chỉ, từ nay về sau hành lễ ở Thọ Hoàng điện An Hữu cung, miễn ông đi theo, nếu gặp phải ngày hành lễ, cho phép hành lễ ngay trong phủ đệ, lấy làm thành kính. Lại hạ chỉ, diên yếu Tông thân vào Nguyên đán mỗi năm, đều miễn nhập yến, đến kỳ sẽ ban thưởng hoa quả đồ ăn các loại. Vương đã sắp 90, mà tinh thần quắc thước, trong thành ngoại ô đều ban thưởng phủ đệ, tùy ý an cư, ung dung dưỡng lão. Trường thừa ân lễ. Hôm nay nghe nói Vương ngẫu nhiên gặp chút bệnh nhỏ, (Trẫm) vừa hạ chỉ ngày 9 tới sẽ đích thân đến phủ đệ thị tật, hi vọng bệnh tình sẽ tốt lên, lại đột nhiên nghe tin hoăng thệ, (Trẫm) chấn động thực sâu. Bá phụ của Trẫm chỉ còn một mình Vương, khang cường thọ khảo, Trẫm độc quyến thân thân, tăng thêm nổi trội. Nay Vương hoăng thệ, trong các bá thúc Cận chi, càng vô tôn hành."
Mặc dù vậy, sau khi Vĩnh Tuyền qua đời, Nghi vương phủ lại không có bất kỳ đặc ân nào đặc thù, tập tước đều án theo quy chuẩn thông thường. Một điểm tương đối thú vị của Nghi vương phủ là Đại tông đời thứ ba Dịch Võng, sinh vào năm Gia Khánh thứ 21 (1816), tập tước năm 18 tuổi, thẳng đến năm Quang Tự thứ 19 (1893) lấy tuổi thọ cực hiếm 78 tuổi mà qua đời. Cuộc đời ông kéo dài qua cả năm triều Gia - Đạo - Hàm - Đồng - Quang, đến nỗi tất cả con cháu của ông đều đã qua đời, người tập tước đời thứ tư của Nghi vương phủ là tằng tôn của ông.

### Kỳ tịch
Sau khi Nghi vương phủ nhập kỳ, được phân vào Tả dực Cận chi Tương Bạch kỳ đệ nhất tộc, cùng tộc với Hằng vương phủ (hậu duệ của Dận Kì), Lý vương phủ (hậu duệ Dận Đào), phủ Bối lặc Dận Kỳ, Thuần vương phủ (hậu duệ Dịch Hoàn), Đôn vương phủ (hậu duệ Miên Khải).

## Nghi Thân vương
1. Nghi Thận Thân vương Vĩnh Tuyền (永璇)
1746 - 1779 - 1832
2. Nghi Thuận Quận vương Miên Chí (綿志)
1768 - 1832 - 1834
3. Bối lặc (hàm Quận vương) Dịch Võng (奕網)
1816 - 1834 - 1893
Truy phong: Bối tử Tái Hoàn (載桓)
1838 - 1859
4. Bối tử (hàm Bối lặc) Dục Côn (毓崐)
1875 - 1894 - 1901
5. Phụng ân Trấn quốc công Dục Kỳ (毓岐)
1884 - 1902 - 1916
6. Phụng ân Trấn quốc công Hằng Việt (恆鉞)
1911 - 1917 - ?

### Miên Chí chi hệ
- 1799 - 1832: Bối lặc Miên Chí, con trai trưởng của Vĩnh Tuyền. Sơ phong Bất nhập bát phân Phụ quốc công, năm 1802 tiến Bối tử, năm 1809 tiến Bối lặc. Năm 1813 gia hàm Quận vương, 2 năm sau bị hủy bỏ hàm. Năm 1819 khôi phục hàm Quận vương, 1 năm sau lại bị hủy bỏ. Năm 1823 một lần nữa khôi phục hàm Quận vương, năm 1832 tập tước Nghi Quận vương.

### Dịch Tích chi hệ
- Truy phong: Bất nhập Bát phân Phụ quốc công Dịch Tích (奕績), con trai thứ ba của Miên Chí. Năm 1813 được truy phong, vô tự.

### Dịch Võng chi hệ
- 1831 - 1834: Phụng ân Phụ quốc ông Dịch Võng, con trai thứ tư của Miên Chí. Năm 1834 tập Bối lặc.

## Phả hệ Nghi Thân vương
|  |  |  |  |                                                              |                                                              |                                                              |                                                              |                                                              |                                                              |  |  |  |  |  |  | Quá kế                                                   |                                                         |                                                         |                                                         |                                                         |                                                         |  |  |  |  |  |  |  |  |  |  |  |  |  |  |  |  |
|  |  |  |  |                                                              |                                                              |                                                              |                                                              |                                                              |                                                              |  |  |  |  |  |  | Nghi Thân vương                                          |                                                         |                                                         |                                                         |                                                         |                                                         |  |  |  |  |  |  |  |  |  |  |  |  |  |  |  |  |
|  |  |  |  |                                                              |                                                              |                                                              |                                                              |                                                              |                                                              |  |  |  |  |  |  | Dịch Tích chi hệ                                         |                                                         |                                                         |                                                         |                                                         |                                                         |  |  |  |  |  |  |  |  |  |  |  |  |  |  |  |  |
|  |  |  |  | Nghi Thận Thân vương Vĩnh Tuyền 1746 - 1779 - 1832           |                                                              |                                                              |                                                              |                                                              |                                                              |  |  |  |  |  |  |                                                          |                                                         |                                                         |                                                         |                                                         |                                                         |  |  |  |  |  |  |  |  |  |  |  |  |  |  |  |  |
|  |  |  |  |                                                              |                                                              |                                                              |                                                              |                                                              |                                                              |  |  |  |  |  |  |                                                          |                                                         |                                                         |                                                         |                                                         |                                                         |  |  |  |  |  |  |  |  |  |  |  |  |  |  |  |  |
|  |  |  |  | Nghi Thuận Quận vương Miên Chí 1768 - 1832 - 1834            |                                                              |                                                              |                                                              |                                                              |                                                              |  |  |  |  |  |  |                                                          |                                                         |                                                         |                                                         |                                                         |                                                         |  |  |  |  |  |  |  |  |  |  |  |  |  |  |  |  |
|  |  |  |  |                                                              |                                                              |                                                              |                                                              |                                                              |                                                              |  |  |  |  |  |  |                                                          |                                                         |                                                         |                                                         |                                                         |                                                         |  |  |  |  |  |  |  |  |  |  |  |  |  |  |  |  |
|  |  |  |  |                                                              |                                                              |                                                              |                                                              |                                                              |                                                              |  |  |  |  |  |  |                                                          |                                                         |                                                         |                                                         |                                                         |                                                         |  |  |  |  |  |  |  |  |  |  |  |  |  |  |  |  |
|  |  |  |  | Bất nhập Bát phân Phụ quốc công Dịch Tích (奕績) 1798 - 1813 | Bất nhập Bát phân Phụ quốc công Dịch Tích (奕績) 1798 - 1813 | Bất nhập Bát phân Phụ quốc công Dịch Tích (奕績) 1798 - 1813 | Bất nhập Bát phân Phụ quốc công Dịch Tích (奕績) 1798 - 1813 | Bất nhập Bát phân Phụ quốc công Dịch Tích (奕績) 1798 - 1813 | Bất nhập Bát phân Phụ quốc công Dịch Tích (奕績) 1798 - 1813 |  |  |  |  |  |  | Bối lặc (hàm Quận vương) Dịch Võng 1816 - 1834 - 1893    | Bối lặc (hàm Quận vương) Dịch Võng 1816 - 1834 - 1893   | Bối lặc (hàm Quận vương) Dịch Võng 1816 - 1834 - 1893   | Bối lặc (hàm Quận vương) Dịch Võng 1816 - 1834 - 1893   | Bối lặc (hàm Quận vương) Dịch Võng 1816 - 1834 - 1893   | Bối lặc (hàm Quận vương) Dịch Võng 1816 - 1834 - 1893   |  |  |  |  |  |  |  |  |  |  |  |  |  |  |  |  |
|  |  |  |  | Bất nhập Bát phân Phụ quốc công Dịch Tích (奕績) 1798 - 1813 | Bất nhập Bát phân Phụ quốc công Dịch Tích (奕績) 1798 - 1813 | Bất nhập Bát phân Phụ quốc công Dịch Tích (奕績) 1798 - 1813 | Bất nhập Bát phân Phụ quốc công Dịch Tích (奕績) 1798 - 1813 | Bất nhập Bát phân Phụ quốc công Dịch Tích (奕績) 1798 - 1813 | Bất nhập Bát phân Phụ quốc công Dịch Tích (奕績) 1798 - 1813 |  |  |  |  |  |  | Bối lặc (hàm Quận vương) Dịch Võng 1816 - 1834 - 1893    | Bối lặc (hàm Quận vương) Dịch Võng 1816 - 1834 - 1893   | Bối lặc (hàm Quận vương) Dịch Võng 1816 - 1834 - 1893   | Bối lặc (hàm Quận vương) Dịch Võng 1816 - 1834 - 1893   | Bối lặc (hàm Quận vương) Dịch Võng 1816 - 1834 - 1893   | Bối lặc (hàm Quận vương) Dịch Võng 1816 - 1834 - 1893   |  |  |  |  |  |  |  |  |  |  |  |  |  |  |  |  |
|  |  |  |  |                                                              |                                                              |                                                              |                                                              |                                                              |                                                              |  |  |  |  |  |  | Truy phong Bối tử Tái Hoàn (载桓) 1838 - 1859            |                                                         |                                                         |                                                         |                                                         |                                                         |  |  |  |  |  |  |  |  |  |  |  |  |  |  |  |  |
|  |  |  |  |                                                              |                                                              |                                                              |                                                              |                                                              |                                                              |  |  |  |  |  |  |                                                          |                                                         |                                                         |                                                         |                                                         |                                                         |  |  |  |  |  |  |  |  |  |  |  |  |  |  |  |  |
|  |  |  |  |                                                              |                                                              |                                                              |                                                              |                                                              |                                                              |  |  |  |  |  |  | Phổ Di (溥颐) 1858 - ?                                   |                                                         |                                                         |                                                         |                                                         |                                                         |  |  |  |  |  |  |  |  |  |  |  |  |  |  |  |  |
|  |  |  |  |                                                              |                                                              |                                                              |                                                              |                                                              |                                                              |  |  |  |  |  |  |                                                          |                                                         |                                                         |                                                         |                                                         |                                                         |  |  |  |  |  |  |  |  |  |  |  |  |  |  |  |  |
|  |  |  |  |                                                              |                                                              |                                                              |                                                              |                                                              |                                                              |  |  |  |  |  |  |                                                          |                                                         |                                                         |                                                         |                                                         |                                                         |  |  |  |  |  |  |  |  |  |  |  |  |  |  |  |  |
|  |  |  |  | Bối tử (hàm Bối lặc) Dục Côn (毓崐) 1875 - 1894 - 1901       | Bối tử (hàm Bối lặc) Dục Côn (毓崐) 1875 - 1894 - 1901       | Bối tử (hàm Bối lặc) Dục Côn (毓崐) 1875 - 1894 - 1901       | Bối tử (hàm Bối lặc) Dục Côn (毓崐) 1875 - 1894 - 1901       | Bối tử (hàm Bối lặc) Dục Côn (毓崐) 1875 - 1894 - 1901       | Bối tử (hàm Bối lặc) Dục Côn (毓崐) 1875 - 1894 - 1901       |  |  |  |  |  |  | Phụng ân Trấn quốc công Dục Kỳ (毓岐) 1884 - 1902 -1916  | Phụng ân Trấn quốc công Dục Kỳ (毓岐) 1884 - 1902 -1916 | Phụng ân Trấn quốc công Dục Kỳ (毓岐) 1884 - 1902 -1916 | Phụng ân Trấn quốc công Dục Kỳ (毓岐) 1884 - 1902 -1916 | Phụng ân Trấn quốc công Dục Kỳ (毓岐) 1884 - 1902 -1916 | Phụng ân Trấn quốc công Dục Kỳ (毓岐) 1884 - 1902 -1916 |  |  |  |  |  |  |  |  |  |  |  |  |  |  |  |  |
|  |  |  |  | Bối tử (hàm Bối lặc) Dục Côn (毓崐) 1875 - 1894 - 1901       | Bối tử (hàm Bối lặc) Dục Côn (毓崐) 1875 - 1894 - 1901       | Bối tử (hàm Bối lặc) Dục Côn (毓崐) 1875 - 1894 - 1901       | Bối tử (hàm Bối lặc) Dục Côn (毓崐) 1875 - 1894 - 1901       | Bối tử (hàm Bối lặc) Dục Côn (毓崐) 1875 - 1894 - 1901       | Bối tử (hàm Bối lặc) Dục Côn (毓崐) 1875 - 1894 - 1901       |  |  |  |  |  |  | Phụng ân Trấn quốc công Dục Kỳ (毓岐) 1884 - 1902 -1916  | Phụng ân Trấn quốc công Dục Kỳ (毓岐) 1884 - 1902 -1916 | Phụng ân Trấn quốc công Dục Kỳ (毓岐) 1884 - 1902 -1916 | Phụng ân Trấn quốc công Dục Kỳ (毓岐) 1884 - 1902 -1916 | Phụng ân Trấn quốc công Dục Kỳ (毓岐) 1884 - 1902 -1916 | Phụng ân Trấn quốc công Dục Kỳ (毓岐) 1884 - 1902 -1916 |  |  |  |  |  |  |  |  |  |  |  |  |  |  |  |  |
|  |  |  |  |                                                              |                                                              |                                                              |                                                              |                                                              |                                                              |  |  |  |  |  |  | Phụng ân Trấn quốc công Hằng Việt (恆鉞) 1911 - 1917 - ? |                                                         |                                                         |                                                         |                                                         |                                                         |  |  |  |  |  |  |  |  |  |  |  |  |  |  |  |  |